# Vicente de Paula Pinheiro de Melo
Vicente Miguel de Paula Pinheiro de Melo, terceiro conde de Arnoso, (9 de dezembro de 1881 — Lisboa, 15 de junho de 1925) foi um nobre português. Colaborou no bissemanário A Monarquia  (1916) dirigido por Astrigildo Chaves e no periódico O Azeitonense (1919-1920).